# 鈴木宏和
鈴木 宏和（すずき ひろかず、1975年10月17日 - ）は、日本の生物工学者。鳥取大学工学部准教授。専門は微生物学、酵素工学。博士（工学）（東北大学、2004年）。

## 略歴
- 1994年3月 - 東京都立八王子東高等学校 卒業
- 1999年3月 - 東北大学工学部生物化学工学科 卒業
- 2001年3月 - 東北大学大学院工学研究科生物工学専攻博士前期課程 修了
- 2004年3月 - 東北大学大学院工学研究科生物工学専攻博士後期課程 修了
- 2004年4月 - 東京大学大学院農学生命科学研究科醗酵学研究室 博士研究員
- 2007年4月 - 理化学研究所長田抗生物質研究室 基礎科学特別研究員
- 2008年10月 - 神戸大学自然科学系先端融合研究環重点研究部 特命助教
- 2011年4月 - 九州大学大学院農学研究院寄附講座 客員准教授
- 2014年4月 - 鳥取大学大学院工学研究科化学・生物応用工学専攻 准教授
- 2018年4月 - 鳥取大学工学部化学バイオ系学科 准教授

## 所属学会
- 日本農芸化学会（2002年12月 - 継続中）
- 日本生物工学会（2003年06月 - 継続中）
- 日本化学会（2000年06月 - 2015年12月）
- 日本植物細胞分子生物学会（2001年04月 - 2013年12月）
- 日本放線菌学会（2005年06月 - 2014年03月）
- 極限環境生物学会
- アメリカ微生物学会

## 研究論題
- 好熱菌の適応能力を応用した酵素触媒の開発

## 受賞歴
- 2003年度 - 日本植物細胞分子生物学会 学生奨励賞
- 2003年度 - 東北大学工学研究科長賞
- 2003年度 - 東北大学総長賞
- 2016年度 - 長瀬研究振興賞
- 2016年度 - 酵素応用シンポジウム 研究奨励賞
- 2016年度 - 日本農芸化学会 中四国支部奨励賞
- 2017年度 - 鳥取大学科学研究業績表彰